# 3609 Liloketai
A 3609 Liloketai (ideiglenes jelöléssel 1980 VM1) a Naprendszer kisbolygóövében található aszteroida. A Bíbor-hegyi Obszervatórium fedezte fel 1980. november 13-án.